# Административно деление на Индонезия
Провинциите в Индонезия се управляват от губернатори, които от 2005 година се избират пряко от народа.
Двата мегалополиса Джакарта и Джокякарта са особени административни единици със статут, подобен на провинции.

Карта на административното деление на Индонезия: 
- Регион Суматра е разделен на 10 провинции:

1. Западна Суматра
2. Северна Суматра
3. Южна Суматра
4. Ачех
5. Бенгкулу
6. Джамби
7. Лампунг
8. Риау
9. Бангка Белитунг
10. Остров Риау

- Регион Ява е разделен на 4 провинции:

1. Бантен
2. Западна Ява
3. Централна Ява
4. Източна Ява

- Регион Калимантан е разделен на 4 провинции:

1. Южен Калимантан
2. Западен Калимантан
3. Централен Калимантан
4. Източен Калимантан

- Регион Сулавеси се разделя на 6 провинции:

1. Южно Сулавеси
2. Северно Сулавеси
3. Централно Сулавеси
4. Западно Сулавеси
5. Югоизточно Сулавеси
6. Горонтало

- Малките Зондски острови включват 3 провинции:

1. Бали
2. Западни Малки Зондски острови
3. Източни Малки Зондски острови

- Молукските острови се подразделят на:

1. Молуку
2. Северно Молуку

- Западна Нова Гвинея включва:

1. Западна Папуа (особен статут)
2. Папуа (особен статут)